# The Lion in Winter - Nel regno del crimine
The Lion in Winter - Nel regno del crimine (The Lion in Winter) è un film TV del 2003 diretto da Andrey Konchalovsky, remake della trasposizione cinematografica di Anthony Harvey Il leone d’inverno (1968) con protagonisti Katharine Hepburne e Peter O’Toole.

## Trama
Re Enrico II (Patrick Stewart) tiene sua moglie, Eleonora (Glenn Close) rinchiusa in una torre a causa dei suoi frequenti tentativi di spodestarlo. Con Eleonora fuori dai piedi il re può liberamente flirtare con la sua giovane amante (Julia Vysotskaya). Inutile dire che la regina non è soddisfatta, anche se nutre ancora affetto per il re. Lavorando attraverso i suoi figli, lei trama il rovesciamento del re e la salita al trono del suo secondo e preferito figlio, Riccardo (Andrew Howard). 
Il figlio più giovane, Giovanni (Rafe Spall), un buffone in sovrappeso e unico figlio che gode dell'affetto di suo padre, è il prescelto del re a succedergli dopo la morte del suo primo figlio, il giovane Enrico. Ma Giovanni è anche eccessivamente avido di potere ed è disposto a tramare la morte di suo padre in combutta con il fratello di mezzo, Goffredo di Bretagna (John Light) e con il giovane re di Francia, Filippo (Jonathan Rhys Meyers). Goffredo si rende conto della debolezza del fratello minore e intende sfruttare queste trame come suo percorso verso il potere. Intrighi politici e di corte ne conseguono.

## Riconoscimenti

### Premi vinti
Emmy Awards
- Outstanding Costumes – Miniseries, Film or a Special

Golden Globe
- Best Actress – Miniseries or Television Film (Close)

Screen Actors Guild (SAG)
- Outstanding Female Actor – Miniseries or Television Film (Close)

### Nomination
Costume Designers Guild (CDG)
- Excellence in Costume Design for Television – Fantasy or Period (Boyle)

Emmy Awards
- Outstanding Actress – Miniseries or a Film (Close)
- Outstanding Art Direction – Miniseries, Film or a Special
- Outstanding Directing – Miniseries, Film or a Dramatic Special (Konchalovsky)
- Outstanding Hairstyling – Miniseries, Film or a Special
- Outstanding Television Film

Golden Globe
- Best Actor – Miniseries or Television Film (Stewart)
- Best Miniseries or Television Film

Producers Guild of America (PGA)
- Television Producer of the Year Award – Longform.